# Satibarzan
Satibarzan (grč. Σατιβαρζανης; Satibarzanes) je bio satrap Arije u službi Perzijskog Carstva.

## Životopis

### U perzijskoj službi
Satibarzan je bio iranski plemić (najvjerojatnije Perzijanac) kojeg je na mjesto arijskog satrapa postavio perzijski vladar Darije III. Kodoman. Sudjelovao je u Darijevim ratovima protiv makedonskog osvajača Aleksandra; spominje se kako je u bitci kod Gaugamele (331. pr. Kr.) zapovijedao lijevim krilom što podrazumijeva kako se osobno suočio s Aleksandrom.
Aleksandar je pobijedio u toj bitci, nakon čega se Darije povukao prema Ekbatani (modernom Hamadanu) gdje je pokušavao okupiti novu vojsku. Istovremeno, Aleksandar je napredovao prema Babilonu, Suzi, Perzijskim vratima, te konačno Perzepolisu gdje je proveo zimu. U proljeće 330. pr. Kr. krenuo je prema sjeveru, gdje je očekivao konačnu bitku protiv Darija III. Kodomana.
Perzijski veliki kralj nije uspio okupiti pojačanja odnosno formirati novu vojsku, pa je krenuo još istočnije prema Baktriji. Tamo je postojala lokalna satrapska vojska na čelu s njegovim rođakom Besom, no perzijski generali nisu više vjerovali u Kodomanovu sposobnost. Nakon što je prošao kroz grad Raj i Kaspijska vrata, putujući prema istoku na Putu svile zarobili su ga njegovi generali i satrapi. Kada je nakon nekoliko dana počeo pristizati Aleksandar Makedonski, Bes je zajedno s arijskim satrapom Staribarzanom i arahozijsko-drangijanskim satrapom Barsentom u panici pogubio Darija (lipanj 330. pr. Kr.).
Nakon toga perzijski zapovjednici vratili su se u svoje satrapije, dok se Bes proglasio perzijskim vladarom. Aleksandar je u međuvremenu osvojio Hirkaniju, te nastavio napredovati prema istoku do Suzije (moderni grad Tus pokraj Mašhada). U ovome gradu Aleksandar se po prvi puta pokazao u orijentalnoj odjeći čime je pokušao pridobiti potporu iranskog stanovništva. Satibarzan je bio jedan od onih koji je vjerovao kako se može dogoviriti s Aleksandrom, zbog čega je otišao u Suziju i dobrovoljno se predao makedonskom vladaru.

### Pobuna protiv Makedonaca
Satibarzanov postupak bio je veliki uspjeh za Makedonce, koji su nakon toga imali u planu napredovati prema Baktriji i zarobiti Besa, zbog čega su krenuli kroz pustinju Karakum. Nakon Satibarzanove predaje, satrapija Arija na južnom krilu makedonskog napredovanja činila se neopasnom. Ipak, kada su makedonske snage pristigle u Baktriju, čuli su kako je Satibrazan podigao pobunu. Razlozi te pobune nisu poznati, no za to su očito postojali čvrsti razlozi. Naime, zoroastrijska religija kojoj je vjerojatno pripadao i sam Satibarzan izričito nalaže kako ljudi uvijek moraju održati svoja obećanja, pa čak i svome neprijatelju. U svakom slučaju, Aleksandar je krajem 330. pr. Kr. bio prisiljen vratiti se na jug u Ariju, prilikom čega je prevalio put od 110 km u svega dva dana. Satibarzan je znao kako se neće moći suprotstaviti brojčano nadmoćnijoj makedonskoj vojsci, zbog čega se zajedno s konjicom odlučio priključiti Besu na sjeveru. Istovremeno, tisuće Arijaca pronašlo je utočište na planinskom vrhu, oko kojeg je makedonski general Krater postavio opsadu koju je završio sam Aleksandar. Drevni izvori govore kako je makedonski vladar dao zapaliti šumu podno planinskog vrha zbog čega su se neki stanovnici bacali s litica.
Drugo arijsko uporište bio je njihov glavni grad Artacoana, gdje je Krater ponovo započeo opsadu koju je završio Aleksandar Makedonski. U neposrednoj blizini grada izgradio je novu metropolu, tzv. Aleksandriju Arijanu na čijim temeljima leži moderni grad Herat u zapadnom Afganistanu. U međuvremenu, prošlo je oko mjesec dana od početka Satibarzanove pobune. Aleksandar se našao u nezavidnoj poziciji, budući kako nije mogao napredovati put hladnog sjevera gdje je Bes okupio vlastitu vojsku, što je nagnalo Aleksandra da se vrati na jug do Drangijane, gdje je proveo zimu.

### Smrt
Kada je Aleksandar došao na sjever Drangijane, čuo je kako se Satibarzan povukao u Ariju. Potom je u potjeru poslao svog generala Erigija te Iranca Artabaza II., oca njegove ljubavnice Barsine. O njihovom pohodu malo je poznato budući kako se većina povijesnih dokumenata fokusira na makeodnskog vladara, a ne njegove podređene. Ipak, poznato je kako je Satibarzan ubijen u proljeće 329. pr. Kr. u borbama protiv Erigija.

## Poveznice
- Arija
- Darije III.
- Bes
- Aleksandar Makedonski

## Vanjske poveznice
- Satibarzan (Livius.org, Jona Lendering)  Arhivirana inačica izvorne stranice od 31. listopada 2009. (Wayback Machine)
- Satibarzan (Satibarzanes), AncientLibrary.com  Arhivirana inačica izvorne stranice od 19. prosinca 2005. (Wayback Machine)
- Pierre Briant: „Od Kira do Aleksandra: Povijest Perzijskog Carstva“ (From Cyrus to Alexander: A History of the Persian Empire), preveo Peter Daniels, Indiana: Eisenbrauns, 2002., str. 696.